# Etnografski muzej Zagreb
Koordinati:   45°48′30″N, 15°58′13″E
Etnografski muzej Zagreb (izvirno hrvaško Etnografski muzej Zagreb) je osrednji hrvaški muzej na področju etnografije. Poslopje se nahaja na Trgu Ivana Mažuranića 14 v Zagrebu v secesijski stavbi nekdanje Obrtne hiše iz leta 1903, ki jo je zasnoval arhitekt Vjekoslav Bastl. Na fasadi so kipi delo Rudolfa Valdeca, freske v notranjosti pa delo Otona Ivekovića. Muzej je leta 1919 ustanovil Salamon Berger.  
Ustanova razpolaga s približno 80.000 predmeti, ki zajemajo etnografsko dediščino Hrvaške, in so razvrščeni v tri kulturne cone: panonsko, dinarsko in jadransko. Razstavljenih je le okoli 2800 predmetov. Razstavljeni eksponati bogato prikazujejo tradicionalni način življenja na Hrvaškem, s prikazom zlatovezenih noš in svečanih oblek, glasbil, pohištva, kuhinjskih pripomočkov in orodja. Rekonstrukcija kmetij in sob daje vpogled v tradicionalno življenje kmetov in ribičev. Zbirka Ljeposava Perinića je sestavljena iz številnih narodnih noš.
V muzeju so stalne razstave, ki se nanašajo na življenje na Kosovu v Otomanski dobi (takrat kot Kosovski vilajet) in se osredotočajo na krog življenja. Razstava je razdeljena med dve stavbi, ki prikazujeta dva različna dela življenjskega kroga. Druge sobe prikazujejo tradicionalni nakit, noše, lončenino, orožje in drugo orodje. V muzeju so na razpolago turstični vodiči.
Muzej hrani tudi veliko zbirko neevropskih kultur iz Latinske Amerike, Srednje Afrike, Indije, Melanezije, Polinezije in Avstralije.